# Mir@bel
Mir@bel désigne à la fois la base de connaissance participative conçue pour agréger et valoriser les informations disponibles en ligne sur les revues, ainsi que le réseau de professionnels (documentalistes, bibliothécaires, éditeurs) qui intervient pour l'enrichir. Ainsi on devient membre partenaire de Mir@bel (le réseau) et l'on s'investit dans l'alimentation de Mir@bel (la base de connaissances). Créée en 2009, la base de connaissances signalait au départ essentiellement des revues relevant des SHS puis s'est élargie aux autres disciplines de STM (Sciences, Technologie et Médecine), en relation avec les besoins et l'investissement des membres du réseau. Les interconnexions avec différents portails de revues, outils de bibliothèques et systèmes d'information comme Sherpa Romeo se sont multiplié depuis sa création.

## Historique
Mir@bel - pour « Mutualisation d’Informations sur les Revues et leurs Accès dans les Bases En Ligne » - a été fondé en 2009 à l'initiative de trois établissements : Sciences Po Lyon, Sciences Po Grenoble et l'École normale supérieure de Lyon, le projet ayant émergé au sein de leurs bibliothèques. En 2016 la Maison des Sciences de l'Homme de Dijon (MSH Dijon, CNRS / uB) et l'École nationale des travaux publics de l'État (ENTPE) rejoignent les établissements pilotes du réseau, remplaçant ainsi la Bibliothèque Diderot de l'ENS Lyon.
Le prototype de Mir@bel a été présenté lors d'une "Journée d'étude sur la mutualisation des systèmes de signalement des contenus de périodiques en sciences humaines et sociales", le 27 novembre 2008 à Lyon.
Une deuxième version (nouvelle interface et nouvelles fonctionnalités) a été mise en place en 2012. En mars 2017, le réseau annonce la diffusion de ses contenus sous licence ouverte puis en avril 2020, le code source de l'application est libéré sous licence Affero GPL et placé sur Gitlab.
En 2020, sous l’égide du Comité pour la science ouverte, Mir@bel a noué un partenariat avec l'équipe du Jisc (en) ayant développé la base Sherpa Romeo. Un groupe de travail est lancé à cet effet piloté par Bernard Teissier,. Ainsi naît en février 2022 un service de déclaration des politiques de publication, pour les revues scientifiques françaises, animé par un groupe de modération au sein du réseau Mir@bel.
En 2020, puis 2023, le réseau Mir@bel est deux fois lauréat de l'appel à projet du Fonds national pour la science ouverte (FNSO), sous la coordination de Sophie Fotiadi.

## Contenu
La base de connaissance Mir@bel longtemps dédiée aux revues scientifiques de sciences humaines et sociales (SHS) s’est petit à petit enrichie de publications issues d’autres disciplines de sciences, techniques et médecine (STM), ainsi que de revues professionnelles, de magazines, de journaux de presse. 
La couverture thématique de cette base de connaissances est intrinsèquement liée aux besoins et à l’investissement des membres du réseau qui l’alimentent. Pour exemple, les bibliothèques des établissements de sciences politiques l’ont investie pour signaler les accès en ligne sur les revues de cette discipline, de même pour les documentalistes du réseau des écoles d’architecture ou les membres du réseau Frantiq au profit des revues en archéologie ou sciences de l'Antiquité.
Les revues recensées là sont majoritairement anglophones ou francophones, elles sont également hispanophones ou germaniques, les deux-tiers des revues sont bilingues. Et ce sont des publications “vivantes” ou ayant cessé de paraître.
La base de connaissances créée en 2009 a débuté en indiquant pour chaque revue où trouver en ligne le texte intégral des articles, les sommaires des numéros, les résumés des articles et les références bibliographiques. Elle a évolué en signalant de nombreux rebonds complémentaires permettant d'accéder à tout l'environnement en ligne d'une revue.
Grâce à des mises à jour automatisées depuis plusieurs plateformes de diffusion (désignées sous l'intitulé ressources dans Mir@bel) comme Cairn.info, Érudit, OpenEdition, Persée, et les plateformes d'éditeurs ou les pépinières de revues fédérées au sein du réseau Repères, ainsi qu'un travail de veille individuel des membres du réseau et un partenariat renforcé,, avec l'Agence Bibliographique de l'Enseignement Supérieur (ABES) ou le Centre ISSN France,, le réseau Mir@bel joue un rôle dans la qualité à la source des métadonnées, sur les revues.
Depuis 2022, plus d'une centaine d'éditeurs (maisons d'édition, sociétés savantes, laboratoire ayant développé une activité éditoriale...) a bénéficié du service de déclaration des politiques de publication dans Mir@bel.
En 2024, plus de 20 000 revues sont signalées dont 6000 quotidiennement mises à jour de manière automatisée.

## Organisation et fonctionnement
Le réseau Mir@bel ne dispose pas d'une structure juridique propre. En 2024, il est piloté par 4 établissements Sciences Po Lyon, Sciences Po Grenoble, la MSH Dijon et l'ENTPE, qui envisagent les orientations et une feuille de route annuelle, en relation avec un "comité de pilotage opérationnel" ouvert aux membres partenaires qui souhaitent s’y investir. 
Deux types de partenariat peuvent être contractés pour participer au réseau :
- Une convention de partenariat est signée entre les établissements membres veilleurs avec Sciences Po Lyon par délégation pour les autres établissements pilotes ;
- Un partenariat plus souple pour les éditeurs[30] se traduit par une lettre d’engagement.

La base de connaissance est ainsi alimentée de 3 façons par :
- des partenaires veilleurs au sein d'établissements ayant signé une convention, majoritairement représentés par des Bibliothèques universitaires[31] ou d'autres services documentaires[32] ;
- des partenaires éditeurs représentant des maisons d'édition publiques et privées mais aussi quelques laboratoires ayant développé une activité éditoriale ;
- des partenaires ressources représentant essentiellement des plateformes de diffusion avec lesquelles une automatisation des mises à jour a été mise en œuvre.

Le fonctionnement du réseau et l'alimentation de sa base de connaissance reposent sur le partage et la mutualisation des informations sur les revues,. Plusieurs dizaines de bibliothèques et d'établissements francophones l'utilisent et vérifient son contenu.
L'interface est développée par SILECS, société de service en informatique spécialisée dans les solutions informatiques libres. La base de connaissance a été financée à ses débuts par la Région Rhône-Alpes, et reçoit depuis plusieurs années de nouveaux financements issus de dépôts de projets lauréats ou de soutiens financiers institutionnels. 

## Exemples d'applications et interconnexions

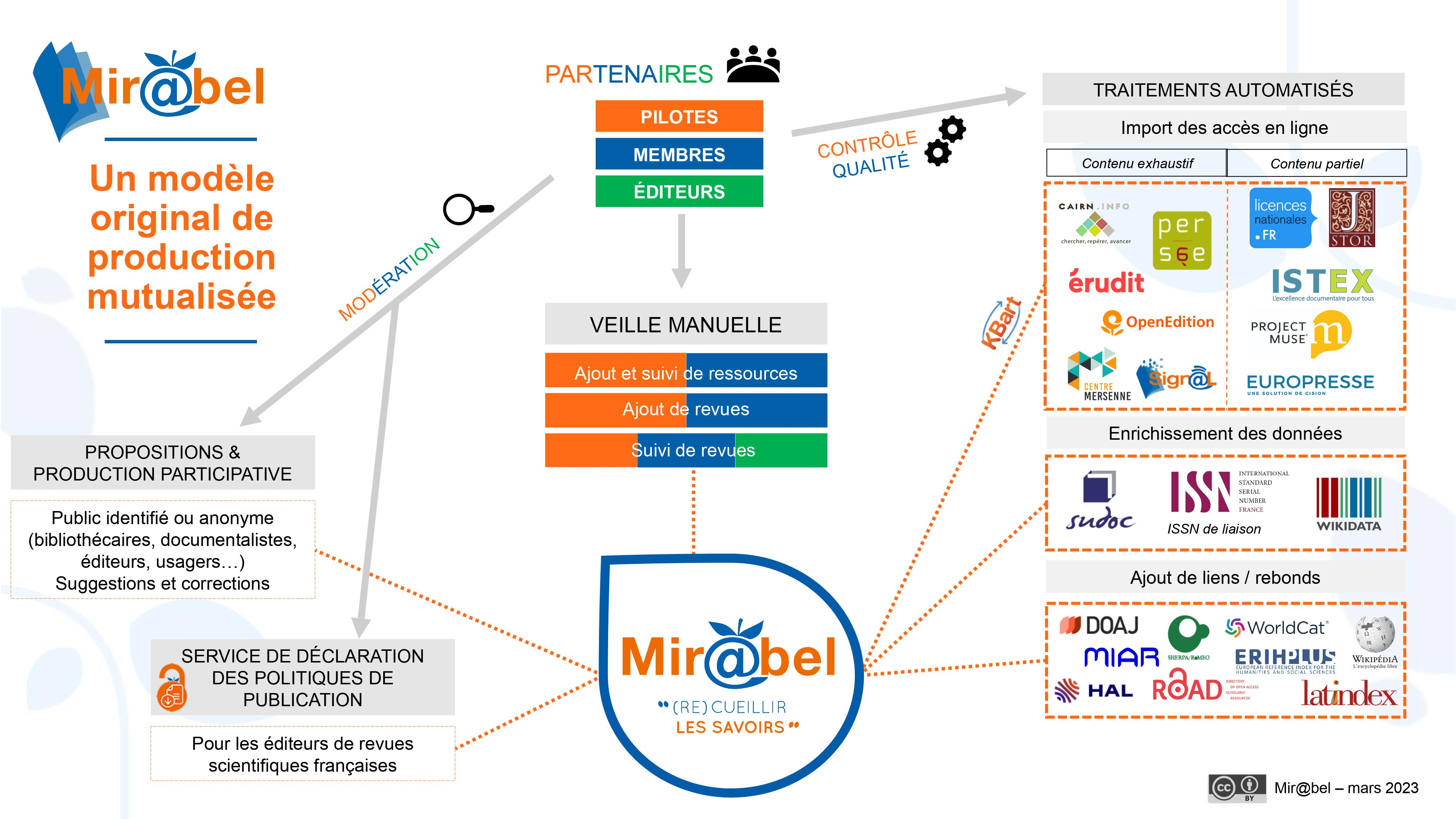
Schéma de présentation de la production des données dans Mirabel (mars 2023)

Afin d'enrichir les catalogues des bibliothèques, un webservice permet la récupération automatique des données Mir@bel dans les systèmes intégrés de gestion de bibliothèque (SIGB) comme Koha,, Syracuse, C3RB ou PMB.
Parmi ses fonctionnalités, Mir@bel intègre les identifiants de nombreuses bases d'autorité externes et fournit des liens rebonds vers celles-ci. On peut notamment citer : JSTOR, Cairn, Érudit, Persée, OpenEdition Journals, Sherpa/Romeo, DOAJ et Wikidata.
Mir@bel a déployé un service de déclaration des politiques de publication pour les revues scientifiques françaises qui a vocation à alimenter la base Sherpa Romeo et par ricochet l'archive ouverte HALégalement.
Le projet Mir@bel2022 lauréat du FNSO, regroupe 14 partenaires engagés à "coopérer pour faciliter le référencement des revues en accès ouvert dans le DOAJ et à contribuer à l'amélioration du partage des métadonnées sur les revues scientifiques et leurs structures éditoriales".